# Lista dos partidos políticos de Moçambique
O sistema partidário em Moçambique atesta o bipartidarismo do sistema político, sendo dominado pelos dois partidos políticos que representam os dois contendores da guerra civil moçambicana: a Frelimo e a Renamo.
O aparecimento de novas forças políticas relevantes é dificultado pela existência de um limite à entrada de partidos na Assembleia da República, só estando representados os partidos que somem 5% do total de votos válidos a nível nacional.
Este limite também encoraja a formação de coligações entre o grande números de partidos menores, no intuito de franquear a fasquia dos 5%. Das várias coligações que têm participado em actos eleitorais merece relevância, pelo seu sucesso, a extinta Renamo-UE (Renamo-União Eleitoral).

## Lista dos partidos políticos de Moçambique atuais
- - Partido Frelimo
  - Resistência Nacional Moçambicana (Renamo)
  - Movimento Democrático de Moçambique (MDM)
  - Nova Democracia [1]
  - Povo Optimista para o Desenvolvimento de Moçambique - PODEMOS [2]
  - Partido para o Desenvolvimento de Moçambique (PDM)
  - Partido Ecologista - Movimento da Terra (PEC -MT)
  - Partido Trabalhista (PT)
  - Partido Social-Liberal e Democrático (SOL)
  - Partido de Reconciliação Nacional (PARENA)
  - Partido dos Verdes de Moçambique (PVM)
  - Partido de Ampliação Social de Moçambique (PASOMO)
  - Frente Democrática Unida (FDU)
  - Frente de Acção Patriótica (FAP)
  - Partido para o Progresso do Povo de Moçambique (PPPM)
  - Partido de Unidade Nacional (PUN)
  - Frente Unida de Moçambique/Partido de Convergência Democrática (FUMO/PCD)
  - Movimento Nacionalista Moçambicano/Partido Social Democrata (MONAMO/PSD)
  - Aliança Independente de Moçambique (ALIMO)
  - Partido Ecologista de Moçambique (PEMO)
  - Partido de Reconciliação Democrática (PAREDE)
  - Partido Liberal e Democrático de Moçambique (PALMO)
  - Partido Democrático para a Reconciliação em Moçambique (PAMOMO)
  - Partido do Congresso Democrático (PACODE)
  - Partido Popular de Moçambique (PPM)
  - Partido Democrático de Moçambique (PADEMO)
  - Partido para a Paz, Democracia e Desenvolvimento (PDD)
  - Partido Democrático para a Libertação de Moçambique (PADELIMO)
  - Partido Nacional Democrático (PANADE)
  - Partido Nacional de Moçambique (PANAMO)
  - Partido Nacional dos Operários e dos Camponeses (PANAOC)
  - Partido Renovador Democrático (PRD)
  - Congresso dos Democratas Unidos (CDU)
  - União Nacional Moçambicana (UNAMO)
  - Partido Africano Conservador (PAC)
  - Frente Liberal (FL)
  - Partido União para Mudança (UM)
  - Partido Livre Democratico de Moçambique (PLDM)
  - Partido para a Liberdade e Solidariedade (PAZS)
  - Partido para Todos os Nacionalistas de Moçambicanos (PARTONAMO)
  - Partido Social Democrático de Moçambique (PSDM)
  - Partido da Aliança Democrática e Renovação Social (PADRES)
  - Partido Socialista de Moçambique (PSM)
  - Partido Social Democrata Independente (PASDI)
  - Partido Popular Democrático de Moçambique (PPD)
  - Partido do Progresso Liberal de Moçambique (PPLM)
  - União Moçambicana da Oposição (UMO)
  - Movimento Juvenil para a Restauração da Democracia (MJRD)
  - Partido Unido de Moçambique da Liberdade Democrática (PUMILD)

Em Novembro de 2006, o PSM, PASDI e o PANAOC formaram o Bloco de Esquerda

## Partidos extintos
- Partido Comunista de Moçambique
- União Democrática Nacional de Moçambique
- Partido Independente de Moçambique (PIMO)
- Partido da Convenção Nacional (PCN)
- Coligação Renamo-União Eleitoral